# Gaißau
Gaißau é um município da Áustria, situado no distrito de Bregenz, no estado de Vorarlberg. Tem 5,79 km² de área e sua população em 2019 foi estimada em 1.843 habitantes.